# Aviación, Guerrero
Aviación är en ort i Mexiko.   Den ligger i kommunen Iliatenco och delstaten Guerrero, i den sydöstra delen av landet, 270 km söder om huvudstaden Mexico City. Aviación ligger 1 140 meter över havet och antalet invånare är 595.
Terrängen runt Aviación är bergig åt nordväst, men åt sydost är den kuperad. Runt Aviación är det ganska glesbefolkat, med 43 invånare per kvadratkilometer. Närmaste större samhälle är El Rincón, 8,3 km sydväst om Aviación. I omgivningarna runt Aviación växer i huvudsak städsegrön lövskog.